# Hawaii-Preußenfisch
Der Hawaii-Preußenfisch (Dascyllus albisella) ist eine Art aus der Familie der Riffbarsche (Pomacentridae). Die Fische leben endemisch bei Hawaii und dem 1000 km südlich liegenden Johnston-Atoll im nördlichen zentralen Pazifik in Tiefen von einem bis 50 Metern. Sie ersetzen dort den nah verwandten Dreipunkt-Preußenfisch (Dascyllus trimaculatus).

## Merkmale
Hawaii-Preußenfische werden zehn Zentimeter lang. Sie sind hochrückig und von einfarbig grauer Grundfarbe. Ihre Schuppen sind dunkel umrandet und verleihen den Fischen ein charakteristisches netzartiges Muster. Auch der Kopf und die Flossen sind dunkel. Entlang des Seitenlinienorgans haben sie 18 bis 20 Schuppen. Die Anzahl der Kiemenreusenfortsätze beträgt 22 bis 25.
Flossenformel: Dorsale XII/14–16, Anale II/14–15, Pectorale 19–21

## Lebensweise
Die Fische leben in Korallen und Felsriffen. Jungfische leben wie Anemonenfische mit der Seeanemone Heteractis malu  in Symbiose oder in und über Stöcken der buschigen Steinkorallengattung Pocillopora. Sie ernähren sich von Zooplankton, kleinen bodenbewohnenden Wirbellosen und Algen. Die Fische sind schon im Aquarium vermehrt worden. Sie werden nach einem Jahr geschlechtsreif. In ihrer natürlichen Umgebung ist die Fortpflanzungszeit von Mai bis August.